# Romové v Česku

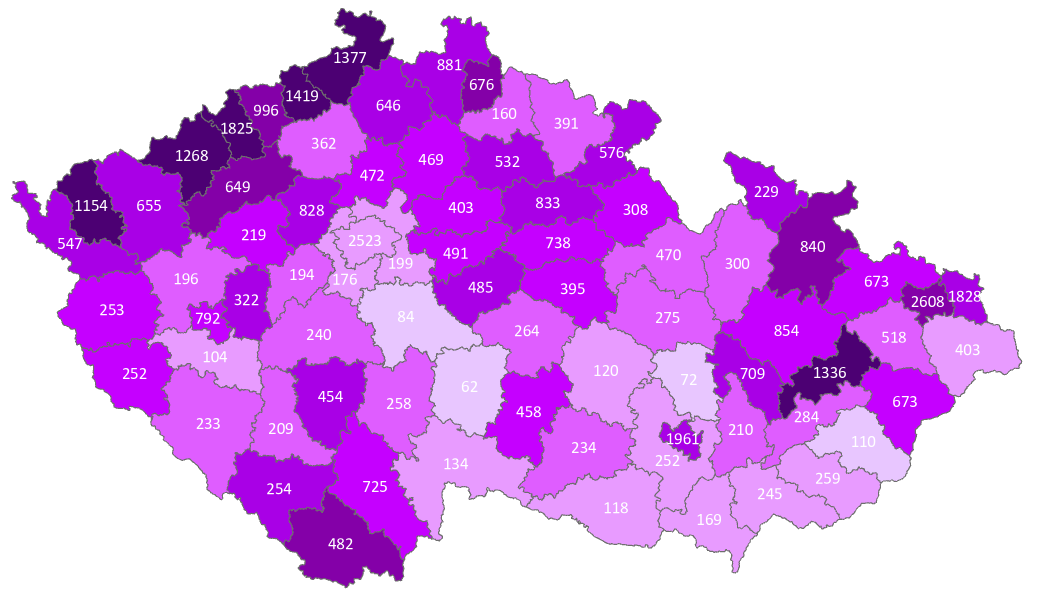
Mapa počtu obyvatel Česka, kteří se při sčítání lidu z roku 2011 označili za Romy:
>10 na 1000 obyvatel
7,6–10 na 1000 obyvatel
5–7,5 na 1000 obyvatel
3,6–5 na 1000 obyvatel
2–3,5 na 1000 obyvatel
1–2 na 1000 obyvatel
<1 na 1000 obyvatel

Romové (včetně početně malé skupiny Sintů) představují nejpočetnější etnickou menšinu v České republice, ačkoli je obtížně statisticky postižitelná, neboť se k romské národnosti hlásí jen část této populace. Na území dnešní České republiky Romové přicházeli prokazatelně od roku 1416 či 1417.[zdroj?] V současnosti zde žije několik větví romského národa. Romové v ČR patří mezi skupiny, které jsou nejvíce postižené sociálním vyloučením, a to se všemi negativními důsledky tohoto jevu. Konkrétně to jsou: nízká úroveň dosaženého vzdělání, vysoká nezaměstnanost a kriminalita. Podle vládního odhadu se v roce 2019 jednalo zhruba o 110 000 osob. V postojích české veřejnosti se také projevuje silné protiromské naladění.
Nejvýznamnější a nejpočetnější skupinou (asi 75–85 %) jsou „Slovenští Romové“ (Olašskými Romy hanlivě nazývaní „Rumungři, Rumungro“, což vzniklo z Rom ungro, tedy Rom uherský,) kteří na území Čech a Moravy přišli po druhé světové válce, během níž byla značná část původních českých Romů vyhlazena. Další významnou větví romského národa jsou Olašští Romové (asi 10 %), kteří začali přicházet z uherského Valašska v druhé polovině 19. století, a zbývající část tvoří původně maďarští Romové a v nepatrném počtu také němečtí Sinti (Sintové).

## Zastoupení
Romové jsou nejpočetněji zastoupenou etnickou menšinu v populaci České republiky, i když je obtížné přesněji určit jejich počet. K romské národnosti se při posledním sčítání lidu ve společném Československu v roce 1991 přihlásilo 32 903 obyvatel, po rozdělení federace pak při dalším sčítání v roce 2001 počet výrazně poklesl na 11 746 obyvatel, v roce 2011 se přihlásilo již 13 150 obyvatel a v roce 2021 dokonce 21 691 obyvatel. Některé studie proto pracují kromě údajů o národnosti také s romštinou jako uváděným mateřským jazykem, z čehož vycházejí údaje pro jednotlivá sčítání lidu 28 820 v roce 2001, 45 949 v roce 2011 a 38 708 v roce 2021. Romštinu jako svůj rodný jazyk (nebo jeden z rodných jazyků) uvedlo při sčítání lidu v roce 2011 celkem 40 370 obyvatel.
Podle odhadů Evropského centra pro práva Romů z roku 2003 bylo Romů v České republice mezi 250 000 a 300 000. Na základě odhadů koordinátorů pro záležitosti romské menšiny pracoval v roce 2017 Úřad vlády ČR s odhadem 240 300 etnických Romů, což představovalo asi 2,2 % obyvatel České republiky. Podle kvalifikovaného odhadu ve vládním dokumentu Strategie rovnosti, začlenění a participace Romů 2021–2030 žije v Česku asi 262 000 Romů.

## Historie

### Středověk a raný novověk
První zpráva z našeho území, kterou lze pravděpodobně vztáhnout na Romy, pochází z Dalimilovy kroniky. Její autor se zmiňuje o potulných Kartasech, kteří přišli do Českých zemí roku 1239 nebo 1240, žebrali slovy Kartam bóh (romsky Mám hlad), byli podivně oblečení. Údajně vyzvídali pro Mongoly, kteří roku 1241 vpadli do Evropy. Z roku 1416 pochází nejstarší známá přímá zmínka o Cikánech, kdy soudobý kronikář zaznamenal: Toho roku se po české zemi toulali cikáni a okrádali lidi. Rovněž z počátku 15. století pochází zmínka o černém Cikánovi v popravčí knize Rožmberků. Autor Jna. (farář Josef Ješina) v Ottově naučném slovníku popisuje, že za husitských dob česká snášenlivost lákala do země ještě větší počet Cikánů, kteří se po Čechách rozšiřovali „valně a volně“, přičemž v jižních Čechách a v Praze pokojně žili i ve 2. polovině 15. století, a v dobách pronásledování v západní Evropě nacházeli v Čechách útočiště. Byli však podezírání ze spolčování s Turky a paličství v jejich prospěch. 21. dubna 1688 vydal císař Leopold I. dekret o vypovězení Cikánů z české země, avšak ten se ukázal neúčinným a do Čech přibývali další Cikáni z Moravy a Slezska.
Reskript z 2. července 1697 prohlásil Cikány za psance, každý dopadený muž mohl být beztrestně zabit. Karel VI. vydal 20. června 1721 další dekret, v němž prohlásil cikány za psance i včetně žen, vraždění se nyní rozšířilo i na ženy. Marie Terezie represe zmírnila; dekretem z roku 1749 nařizovala vypovídání dopadených Cikánů ze země, při návratu mrskání a ocejchování, trest smrti byl až za třetí návrat, přičemž v Moravském markrabství bylo od roku 1751 zmrskání stanoveno už při prvním dopadení. Císařské výnosy zmocnily jednotlivé země, aby krajským hejtmanům umožnily s pomocí vojska a místního obyvatelstva provádět tzv. vizitace, tedy prohledávat těžko přístupné oblasti a vyhledávat v nich Cikány.

### Osvícenská asimilace
Roku 1751 vydala Marie Terezie nový dekret, který umožňoval vyhošťovat již pouze cizí Cikány, zatímco domácí měli být odesíláni do svých rodišť, která měla povinnost se o ně postarat. Od počátku 60. let 18. století zahájila císařovna systematický projekt usazování a asimilace Cikánů k rolnickému životu, zejména v Sedmihradsku a v Uhrách. Součástí asimilačních opatření bylo i nahrazení slova „cikán“ výrazy Novomaďar, novorolník či novoosadník a nahrazování cikánských příjmení necikánskými, zákaz používání cikánského jazyka i specifických cikánských oděvů, zákaz působení cikánských starostů (vajdů) a povinné přijetí katolické víry. Za konkubinát (za nějž bylo považované jakékoliv soužití neuzavřené podle státních standardů, tedy církevním sňatkem – tradiční cikánský obřad stát neuznával) byly stanoveny fyzické tresty a nemanželské děti mohly být rodičům odebírány a předávány k výchově do řádných rodin. Důraz byl kladen i na povinnou školní docházku a dodržování hygienických zásad. Josef II. v programu asimilace pokračoval, na Moravě k usazování Cikánů využil pozemků zabavených rušeným církevním řádům a klášterům. Například roku 1784 rozhodl císař o usazení cikánských rodin v 18 moravských a 2 slezských obcích; dlouhodobě přetrvaly takto založené osady jen v 5 z nich, přičemž nejvýznamnější, v Bohusoudově u Jihlavy a v Oslavanech, zanikly až následkem romského holokaustu za druhé světové války. V Čechách asimilační program neproběhl.
Ojediněle však docházelo i v době osvícenství k brutálním proticikánským akcím, například ve vykonstruovaném Hontianském procesu v roce 1782 bylo 40 Cikánů popraveno kvůli domnělému kanibalismu, ač přiznání byla vynucena mučením a dodatečně se domnělé oběti našly živé a zdravé.

### Počátky české romistiky
Za prvního českého romistu je na přelomu 18. a 19. století považován Antonín Jaroslav Puchmajer, básník a překladatel, který roku 1819 sepsal dílo Romáňi Čib, das ist Grammatik und Wörterbuch der Zigeuner Sprache, nebst einigen Fabeln in derselben. Dazu als Anhang die Hantýrka oder die Čechische Diebessprache, první dílo o romském jazyce na území Čech, sepsané v němčině. Obsahuje stručný nástin gramatiky a základní romsko-německý slovník. V příloze je krátký slovník českého zlodějského argotu zvaného hantýrka; záměrem Puchmajera bylo ukázat, že romština a hantýrka jsou dva nepříbuzné jazykové kódy (částí tehdejší české veřejnosti občas zaměňovány). Dílo vyšlo posmrtně v roce 1821.
Na jeho práci posléze navazoval v 80. letech 19. století Josef Ješina, farář ve Zlaté Olešnici v Jizerských Horách. Zabýval se studiem kultury kočovných Romů, jejich tradic a jazyka. Ve spolupráci s páterem Františkem Ulrichem pracoval na lingvistickém mapování romštiny. Rodilé mluvčí zval na olešnickou faru či je navštěvoval v jejich komunitách, projevoval aktivní zájem se romsky dorozumět. Byl autorem např. cvičebnice romštiny a česko-romského slovníku se sbírkou romských pohádek a bajek vydaného roku 1889. 

### Československo
Pozdější policejní opatření proti Romům splývala s opatřeními proti tulákům. 14. července 1927 vydala československá vláda Zákon o potulných cikánech (117/1927 Sb. n. a z.), který umožňoval pořizovat zvláštní policejní soupisy kočovného a do jisté míry i usedlého cikánského obyvatelstva a upravoval vydávání cikánských legitimací a kočovnických licencí (kočovnických živnostenských listů). Československý zákon byl inspirován francouzským zákonem o kočovnících z roku 1912 a bavorským zákonem „o cikánech a zahalečích“ z roku 1926. Tento zákon se ale netýkal ani tak etnických Romů, jako spíše osob s tuláckým způsobem života; postihováni byli dle něj „nejen Cikáni z místa na místo se toulající, nýbrž i jiní tuláci po cikánsku žijící, a to v obojím případě i tehdy, mají-li po část roku – hlavně v zimě – stálé bydliště“ (§ 1).
Roku 1935 byla vydána kniha „Učebnice pátrací taktiky“ majora četnictva Rudolfa Košťáka, která byla schválena ministerstvem vnitra. Obsahuje formuláře „cikánský evidenční list“ či „výkaz potulné tlupy“, přičemž jedna kapitola se nazývá „kontrola cikánské tlupy“.

### Romský holokaust
14. prosince 1937 vydal říšský vůdce SS a šéf německé policie Heinrich Himmler výnos o preventivním potírání zločinnosti, který mezi asociály jmenoval cikány, cikánské míšence a cikánským způsobem kočující osoby, které řádně nepracovaly a prováděly trestnou činnost. V červenci 1938 začali být Romové v Říši hromadně vězněni a deportování do koncentračních táborů. 8. prosince 1938 vydal říšský vůdce SS a šéf německé policie Výnos o potírání cikánského zlořádu, který nařídil podchycení všech Romů, romských míšenců a romským způsobem kočujících osob. V říjnu 1939 provedla říšská kriminální policie soupis všech Romů starších 6 let a zakázala jim volný pohyb. 10. července 1942 vydal obdobné nařízení o soupisu Romů i velitel protektorátní neuniformované policie. Dosavadní kárné pracovní tábory byly změněny na romské sběrné tábory.

### Romové během komunistického režimu 1948–1989
Krátce po válce se počet Romů v českých zemích odhadoval mezi 600 až 1000 osobami. První oficiální poválečný soupis cikánské národnosti z roku 1947 však již hovoří o 101 190 lidech romského etnika na území celého Československa, z toho 16 752 připadalo na české země a 84 438 na Slovensko. Prudký nárůst romské populace v české části Československa byl zapříčiněn masovou migrací z bezútěšného prostředí romských osad na území Slovenska a potřebou dosídlit české pohraničí po odsunu Sudetských Němců. Většina Romů ale nechávala své příbuzenstvo na Slovensku, zasílala jim peníze a příležitostně je navštěvovala.
V říjnu roku 1958 nabyl platnost zákon č. 74 o „trvalém usídlení kočujících osob“. V paragrafu 1 se hovoří o tom, že Národní výbory poskytují osobám, které vedou kočovný způsob života, všestrannou pomoc, aby mohly přejít k usedlému způsobu života; zejména jsou povinny těmto osobám pomáhat při opatřování vhodného zaměstnání a ubytování a působit vhodnými výchovnými prostředky soustavně k tomu, aby se stali řádnými pracujícími občany. Třetí paragraf vyjmenovává sankce: „Kdo setrvá při kočovném způsobu života, přestože mu byla poskytnuta pomoc k trvalému usídlení, bude potrestán pro trestný čin odnětím svobody na 6 měsíců až 3 léta.“
Ačkoliv zákon byl formulován obecně vůči všem osobám bez trvalého bydliště, směřoval zejména proti romskému etniku. Často byla úřední „pomoc“ vnucena Romům, kteří byli v Čechách a na Moravě za prací a své trvalé bydliště měli v některé východoslovenské osadě. Byli přinuceni se s celou svou rodinou přestěhovat do místa výkonu svého zaměstnání.
Jak píše Rudolf Dzurko ve své vzpomínkové knize: „V roce 1959 udělali komunisti oficiální soupis kočujících cikánů a já jsem do toho taky tenkrát spadnul, i když jsem nekočoval a ani nikdy jsem neseděl v cikánským voze s plachtou. Koho tenkrát chytli na ulici, toho sebrali a odvedli na národní výbor. Slibovali, že budou dávat cikánům nový byty. Brali nám otisky prstů, fotografovali nás jako zločince a do občanky jsme dostali razítko: Vzati do celostátní evidence.“
J. Červeňák zase uvedl: „Jedenkrát jsme dostali policejní přípis, že za námi v určitý den přijedou na statek a že nemáme nikam chodit. (...) Posadili nás a pak jednoho po druhém volali dovnitř. Namáčeli nám prsty do jakési barvy a dělali nám otisky na papír. Nikdo nám nevysvětlil, proč to s náma provádějí. Vzali si od nás občanky (...) a zapsali: „Byl vzat do cikánského soupisu“.
V případě opravdu kočovných Romů, ponejvíce těch olašských, probíhalo usazování radikálními metodami, policie během nočních razií prořezávala kola maringotkám, a odváděla nebo střílela koně. Během šedesátých let drtivá většina Romů podlehla tlakům a usadila se v přidělených bytech. V časopise Demografie z roku 1962 vyšel článek o tom, že „Otázkou není, zda cikáni tvoří národ (...) otázkou je, jak je asimilovat.“
„Cikánská otázka“ pronikla také do budovatelské literatury. V knize Děti kapitána Kohla se cikáni sbližují s policejními důstojníky, od kterých se učí „pravým hodnotám“ a civilizovanosti.
V roce 1965 byl usnesením ÚV KSČ a vlády Československa zřízen Vládní výbor pro cikánské obyvatelstvo, jehož hlavním úkolem byla tzv. politika odsunu a rozptylu. To znamenalo zapojit do pracovního procesu všechno Romy, zničit jejich osady a populaci rovnoměrně rozptýlit po celém Československu, přičemž byl kladen důraz na to, aby jejich koncentrace nikde nepřesáhla pět procent. Tradiční romské velkorodiny tak byly naprosto rozvráceny a romští jedinci si často ani nemohli vybrat, do které části Československa jít – byli bez konzultací přemístěni.
S příchodem Pražského jara v roce 1968 došlo k emancipaci romského hnutí, přičemž v listopadu schválilo ministerstvo vnitra stanovy celorepublikového Svazu Cikánů-Romů, jehož hlavní činností byl boj za uznání romského etnika jako oficiální státní menšiny. V roce 1973 byl Svaz donucen svou činnost ukončit, aniž by svého hlavního cíle dosáhl.
V roce 1970 byla politika odsunu a rozptylu odvolána na území ČSR, na území SSR se tak stalo o dva roky později. Usnesením vlády byla přijata koncepce společensko-kulturní integrace. Přes vstřícný název této koncepce Romové začali být de facto segregováni.
Charta 77 snahu vládních struktur reflektovala v jednom svém dokumentu: „Takzvaná řešení cikánské otázky se převážně omezují na represivní opatření, která mají často ráz celostátních kampaní, o nichž se většinová populace nedozví“.
Romové začali být odsouváni do ghett na okrajích měst (např. sídliště Chanov, kde byly koncentrováni Romové z Mostu.). Romské děti byly na základě tendenčních testů přesouvány do zvláštních škol a zároveň ve velkém rozsahu odebírány rodinám do dětských domovů.
Podobný přístup přetrvával i v osmdesátých letech. Přístup státu se však stal nekonzistentním. Romové stále nebyli registrovanou státní menšinou, avšak policie a místní národní výbory si jejich etnicitu poznamenávali. Rozhodující přitom nebyla sebeidentifikace zúčastněného, ale názor zapisujícího.

### Postkomunistická éra
Po pádu komunistických režimů se vyhrotil kontrast mezi částmi společnosti vyžadujícími tvrdší represi a kritizujícími neúčinnost sociálního systému a jeho zneužívání ze strany Romů a částmi společnosti usilujícími o integraci Romů a kompenzaci jejich sociálního znevýhodnění. Jako cesta k řešení začalo být vedle asimilace a dorovnávání šancí považováno také kultivování specifické romské identity a kultury; tyto snahy však měly omezený dopad a nestačily čelit prohlubování problémů ve společnosti.
Na přelomu 20. a 21. století začaly zájem Romů přitahovat například Spojené království a Kanada. Zpočátku některým motivovaným Romům umožnily tyto země úspěšnou asimilaci, avšak pod náporem větších skupin, které začaly neúměrně zatěžovat štědré sociální systémy těchto zemí, se tyto státy začaly dalšímu přílivu romských přistěhovalců z Česka bránit. Etnické souvislosti těchto opatření však kvůli politické korektnosti nemohou být oficiálně přiznávány, byť fakticky mohou hrát roli například v metodice rozhodování o žádostech o víza.[zdroj⁠?!] Kvůli hromadným exodům českých Romů do Kanady obnovila Kanada v červenci 2009 pro Českou republiku všeobecnou vízovou povinnost, podobně dlouhodobě přistupuje Kanada i k Bulharsku a Rumunsku.[zdroj⁠?!]
Medializován byl v letech 1998–2000 například spor o zděný plot, který měl oddělovat holobyty u Matiční ulice v Ústí nad Labem od běžné obytné zástavby na druhé straně ulice. Po dlouhá léta se táhne politický spor o budoucnost vepřína v Letech u Písku, který se nachází v blízkosti někdejšího českého internačního tábora pro Romy z doby nacismu. Mezi typické představitele protiromských extremistických uskupení patří zakázaná Dělnická strana, jejíž demonstrace v Litvínově a následný pokus proniknout na sídliště Janov ukončil policejní zásah.
V dubnu 2009 provedla skupina neonacistů žhářský útok na dům ve Vítkově, obydlený romskou rodinou. Následkem útoku byli popáleni tři lidé; nejvážněji byla popálena dvouletá holčička.
Z výzkumu organizace CVVM v roce 2019 vyplynulo, že vztah Romů a Čechů je v současnosti nejlepší za posledních 20 let. Pozitivně soužití Čechů a Romů dotazníku vnímalo 23 % lidí, což je historicky nejlepší výsledek. Za příčinu toho se považuje větší zájem médií, která se romské problematice věnují. Podle některých se na tom podepsal i populární seriál Most! odvysílaný na začátku roku 2019 Českou televizí, jenž se kolem romské tematiky točil. Nadále mají problematický vliv na vnímání Romů politikové, například prezident Miloš Zeman v roce 2018 pronesl: „Rozhodně nejsem přítelem komunismu, ale za komunismu Romové museli pracovat.“
| Kraj                 | Počet   | Podíl obyvatel |
| -------------------- | ------- | -------------- |
| Hlavní město Praha   | 18 000  | 0,5–1%         |
| Jihočeský kraj       | 7 000   | 1–2%           |
| Jihomoravský kraj    | 20 700  | 1–2%           |
| Karlovarský kraj     | 13 400  | 4–5%           |
| Královéhradecký kraj | 10 100  | 1–2%           |
| Liberecký kraj       | 19 400  | 4–5%           |
| Moravskoslezský kraj | 31 300  | 2–3%           |
| Olomoucký kraj       | 12 400  | 1–2%           |
| Pardubický kraj      | 4 800   | 0,5–1%         |
| Plzeňský kraj        | 16 100  | 2–3%           |
| Středočeský kraj     | 15 100  | 1–2%           |
| Ústecký kraj         | 63 500  | 7–7,8%         |
| Kraj Vysočina        | 5 900   | 1–2%           |
| Zlínský kraj         | 2 600   | 0,5–1%         |
| ČR                   | 240 300 | 2,2%           |

## Sociální situace

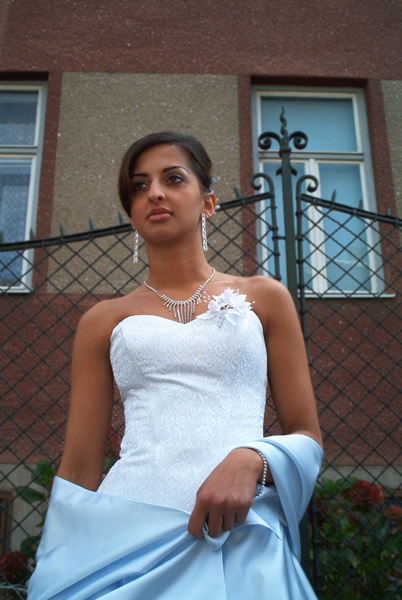
Mladá Romka z Česka jako družička na svatbě

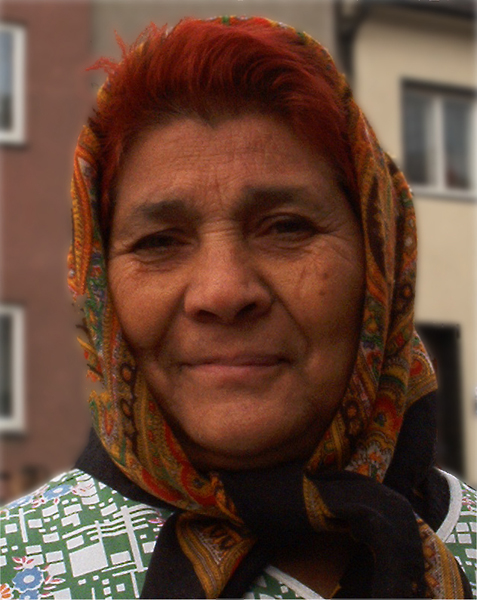
Romská žena z Česka

Až 57 % Romů žijících v Česku a nacházejících se v produktivním věku bylo v roce 2009 nezaměstnaných. To bylo způsobeno zejména jejich nízkou kvalifikací a s ní spojeným odmítáním, často také neochotou zaměstnavatelů přijímat je do pracovního poměru. Dalším důvodem bylo také nevhodné nastavení sociálního systému, neboť pro některé lidí je výhodnější pobírat sociální dávky než pracovat. Nezaměstnanost a chudoba části romské populace vede k vytváření romských ghett a zvýšené kriminalitě. Mnoho Romů se stávalo obětí lichvy.
Problémy mezi Romy a většinovou populací byly zjištěny dotazníkovým průzkumem mezi romskými poradci a asistenty. Tento průzkum byl proveden Institutem pro kriminologii a sociální prevenci Ministerstva spravedlnosti České republiky. Zjištěné problémy byly rozděleny do následujících skupin:
1. Sociální problémy, kam spadá nezaměstnanost Romů nebo špatná bytová situace. Romům je vytýkán příjem sociálních podpor jako jediného zdroje obživy a nechuť se zapojit do pracovního procesu.
2. Problémy v občanském soužití, například v sousedských vztazích, hlučnost a nepořádek v okolí bydliště. S tímto problémem se potýká 33 českých měst s více než 7000 obyvateli.
3. Trestná činnost Romů, kterou jako problém vnímá 19 měst, poměrně rovnoměrně rozmístěných po celé České republice . Často jde i o trestnou činnost dětí a někdy i trestnou činnost s rasovým podtextem.
4. Problémy Romů s drogami, alkoholem a prostitucí. Stěžuje si na ní 11 zkoumaných měst ze 170, nejvíce v severních, západních a východních Čechách.
5. Problémy v komunikaci mezi Romy a většinovou společností a při jednání s úřady. Vyplývají z nepochopení zvláštností romského etnika a rozšířeného požadavku na asimilaci Romů. Problém byl zaznamenán v 10 městech, zejména v jižních a severních Čechách.
6. Rasismus, netolerance a předsudky vůči romskému obyvatelstvu se projevují ve 23 městech, nejvíce v jižních (29 % měst) a severních Čechách (21 % měst).
7. Diskriminace Romů ve službách, především časté nevpouštění Romů do restaurací a kulturních zařízení. Tento problém uvádějí tři města.

Důsledkem problémů soužití s Romy je mj. i silně protiromské naladění velké části českého obyvatelstva. To vyúsťuje i v protiromské pochody,[zdroj⁠?!] které ale bývají odsuzovány za nacistický charakter.[zdroj⁠?!] Pokud se z domu činžovního vystěhují Romové, získávají byty v něm výrazně na ceně. Romy za sousedy nechce většina obyvatel České republiky. Jednotlivé průzkumy se liší, ale Romy za sousedy nechce cca 75–80 % lidí. Za zcela nepřijatelné by to pokládalo 40 procent dotázaných, dalších 26 procent by to neslo těžce a 24 procentům by to nebylo příjemné.

### Vzdělání
Josef Wolf ve své knize z roku 2000 uvádí, že až 30 % Romů v České republice je negramotných. Jen 4 % mají dokončené středoškolské vzdělání. Romské děti jsou častěji než děti většinové populace umísťovány do praktických základních škol (jde o bývalé zvláštní školy). Např. v 60. letech 20. století bylo v Praze-Nuslích prakticky 100 % romských dětí zařazeno do zvláštní školy. Odhady počtu romských dětí na základních školách praktických se liší. Pohybují se však v rozmezí cca 30 až 80 % z romských žáků. Podle výzkumu kanceláře ombudsmana je ve speciálních školách 32–35 % romských žáků.
Tento stav byl opakovaně kritizován ze strany organizací jako Český helsinský výbor či Amnesty International a označován za segregační. Ve svém rozsudku se proti této praxi vyslovil i Evropský soud pro lidská práva (jeho prvoinstanční rozhodnutí bylo však opačné).
Vysvětlení vysokého počtu Romů na zvláštních školách jsou různá. Některá hovoří o jazykové bariéře, hodnotovém systému a sociálně-kulturním handicapu. Jiné vysvětlení nabízí například psycholog Petr Bakalář, který jako možnou příčinu tohoto stavu uvádí, že testy zjištěnou nižší inteligenci Romů oproti většinové populaci lze přinejmenším zčásti připsat genetickým faktorům. Psychologové Anna Páchová a Miroslav Rendl tuto tezi odmítají a tvrdí, že slabší výsledky romských dětí v inteligenčních testech jsou zásadním způsobem ovlivněny socio-kulturním prostředím, v nichž vyrůstají. Dokazují to tím, že horší výsledky se objevují zvláště při tzv. pretestech, ale pokud se s dětmi pracuje, v retestech se od běžné populace liší jen nepatrně (na hranici statistické chyby). Výzkum z Rumunska rovněž akcentuje negativní vliv prostředí.
Ze strany některých autorů a sdružení je teze o tom, že mají základní školy praktické segregační charakter, odmítána. Poukazují zejména na skutečnost, že do nich nemůže být žák zařazen bez souhlasu svého zákonného zástupce.

### Kriminalita
V současnosti policie nevede evidenci trestných činů a přestupků, ve které by sledovala etnický původ pachatelů. Podle československých údajů z roku 1992 byl podíl Romů na trestné činnosti v ČR 16 %, tj. třikrát až pětkrát vyšší než jejich podíl v populaci, pokud se přihlédne k věku pachatelů (nejčastěji do 30 let), v absolutním srovnání byl podíl Romů zhruba osmkrát vyšší. Říčan (1998) uvádí, že 20–30 % ekonomicky aktivní romské populace získává prostředky k obživě nelegálně (prostitucí, překupnictvím a jinou majetkovou trestnou činností). Podíl recidivistů je u Romů vyšší. Podle Říčana se Romové dopouštějí velkého množství trestných činů a přestupků, jež se nestíhají pro liknavost policie a mezery v zákonech řešit. Na počátku 90. let byly pro Romy charakteristické následující typy trestné činnosti: mravnostní (podíl na celkové kriminalitě v ČSFR 25 %, ČR 20 %), násilná (ČSFR 17 %, ČR 13 %), krádež vloupáním (ČSFR 27 %, ČR 22 %) a krádež prostá (ČSFR 24 %, ČR 19 %).

### Náboženství
Kvůli nedostatku písemných pramenů není zcela jasné, jak vypadala religiozita Romů v dřívější době. Již brzy po příchodu do Evropy se Romové hlásili k náboženství majoritní společnosti, tedy ke křesťanství, zároveň si uchovávali určité vlastní náboženské představy a praktiky. Jedná se například o revenantismus (vracení se mrtvých, tzv. mulů), osobitá funkce kleteb a přísah, mimořádný význam obrazů a soch světců nebo představy o výsadním právu Romů dostat se po smrti do nebe. Mnohé tyto démonologické či magické představy ale nemusí být nutně specificky romské, mohly vycházet i z dřívější venkovské lidové zbožnosti majoritních obyvatel.
V posledních dvaceti letech probíhá mezi Romy v České republice a na Slovensku výrazná evangelizační vlna nových náboženských hnutí (Letniční hnutí, Slovo života, Svědkové Jehovovi) a dalších tradičních církví.
Od roku 2005 se Romům v oblasti Frýdlantského výběžku na severu České republiky věnuje Jednota bratrská, která pro ně v roce 2011 založila samostatný sbor nazvaný Nevo Dživipen, což v překladu z romštiny znamená „Nový život“.

## Romské osobnosti v Česku
Mezi české romské osobnosti patří například (v abecedním pořadí):

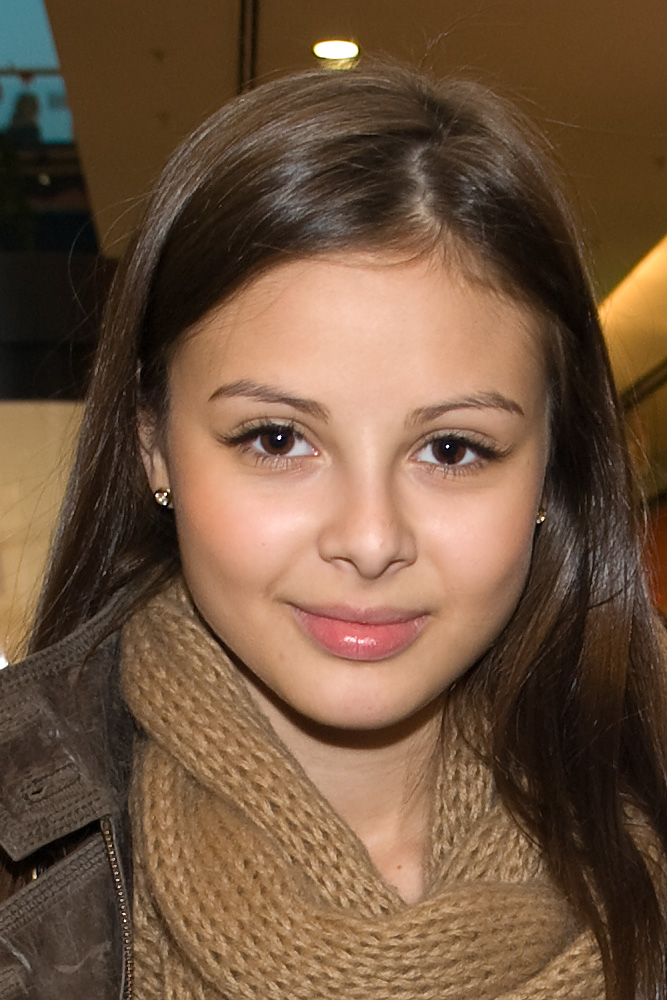
Monika Bagárová, zpěvačka
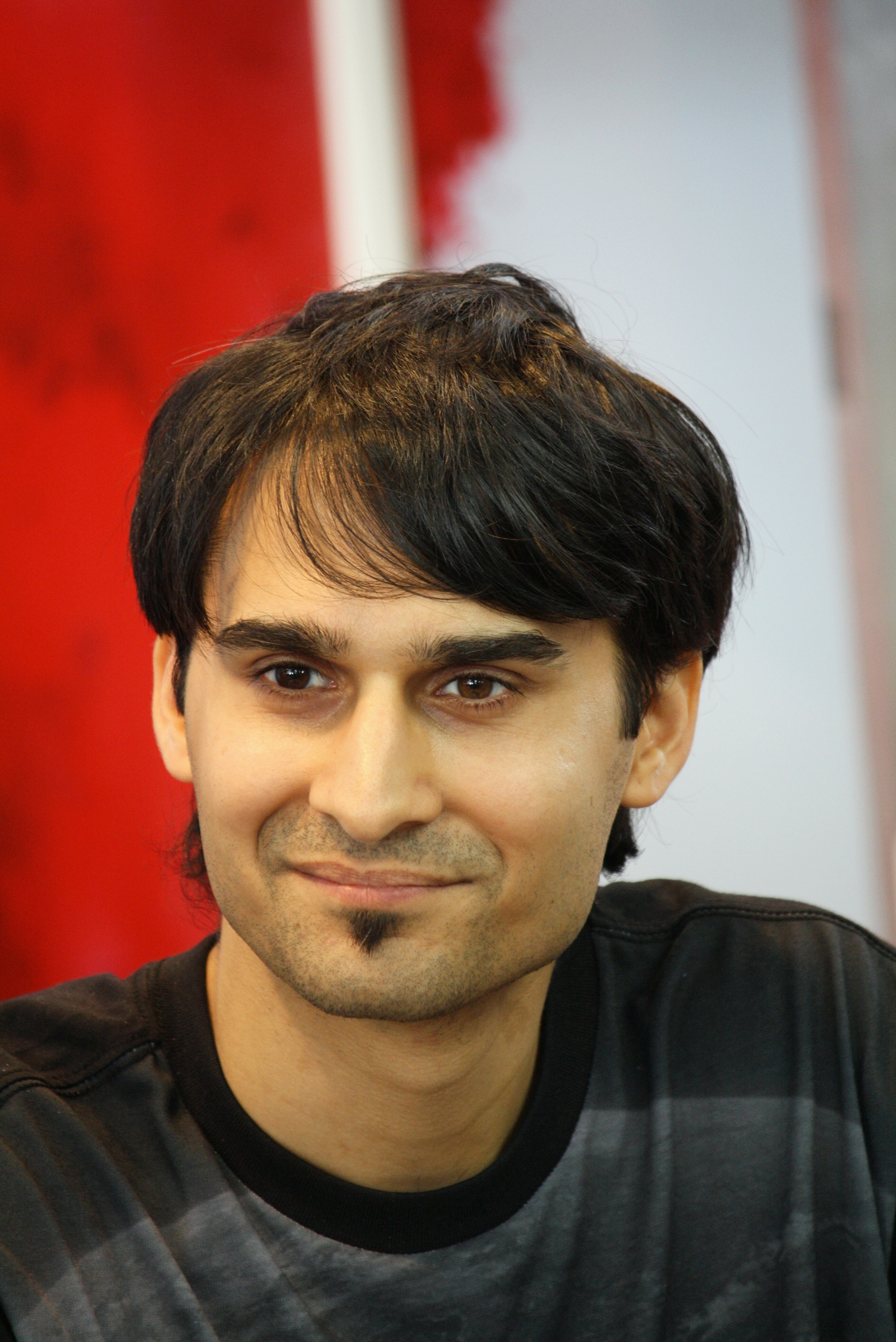
Radoslav Banga, rapper a hudebník
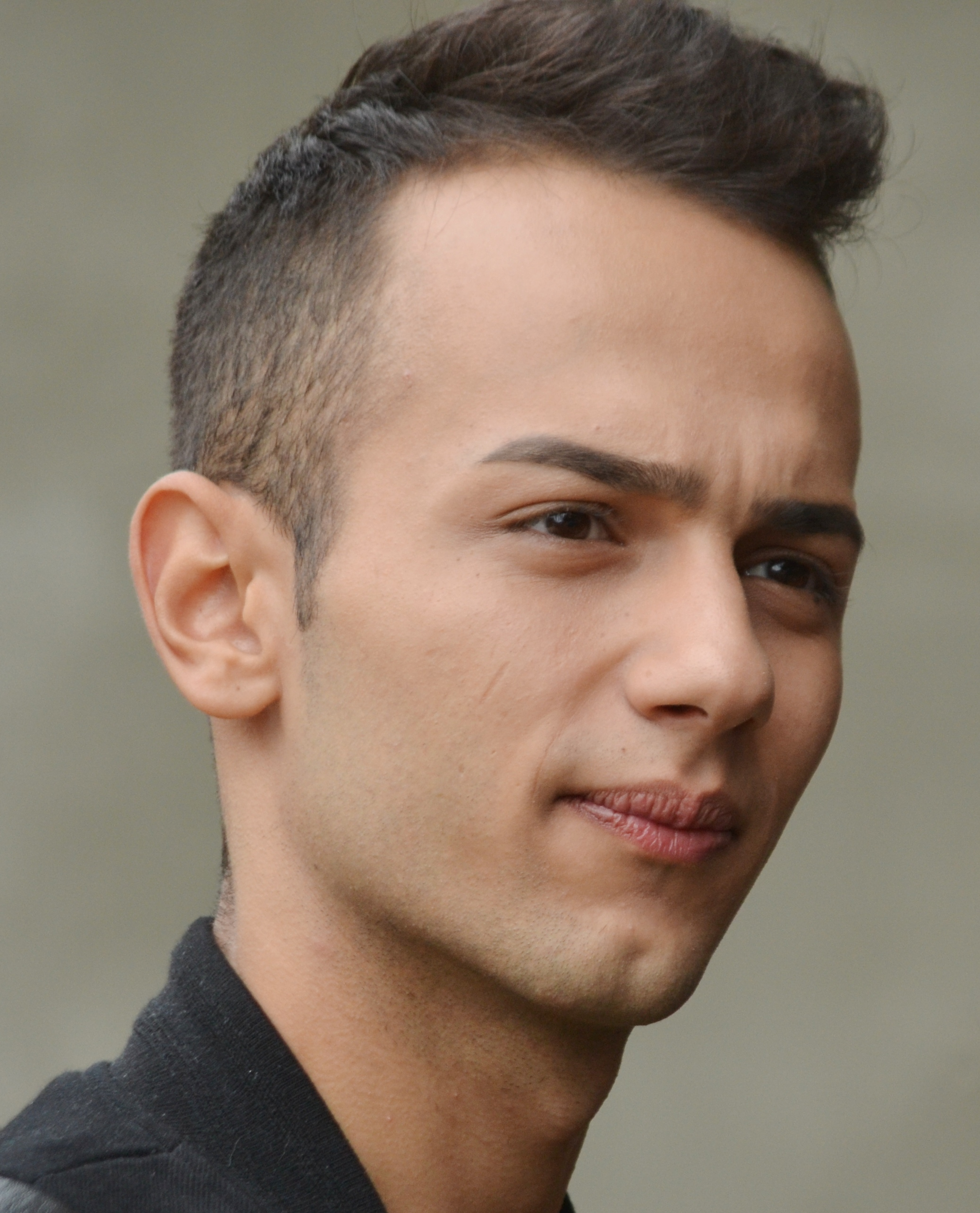
Jan Bendig, zpěvák
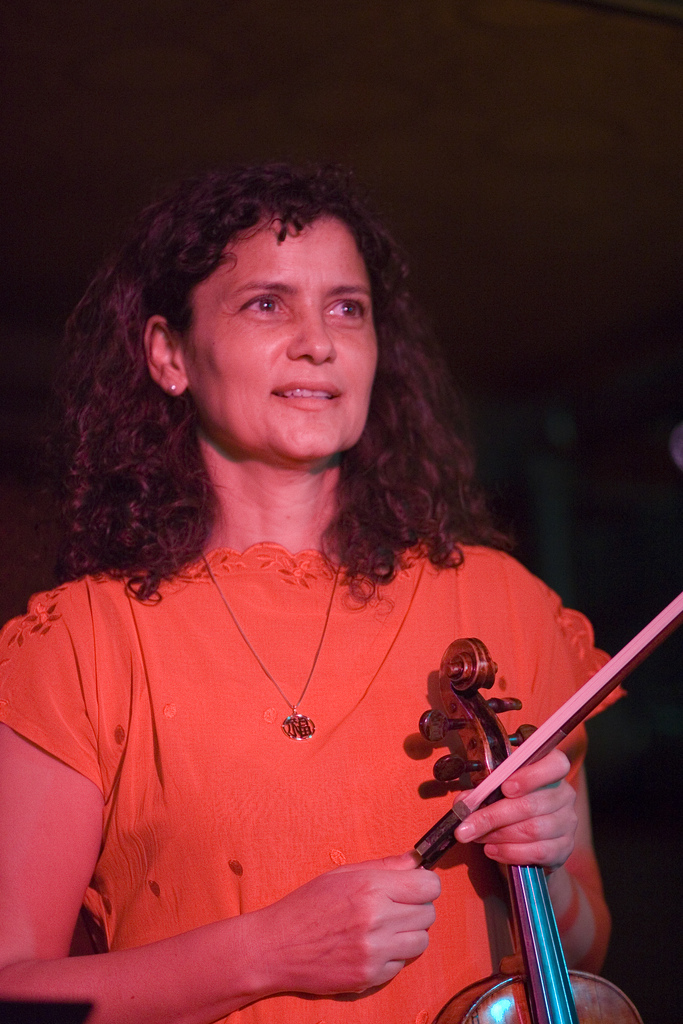
Iva Bittová, zpěvačka, hudebnice a herečka
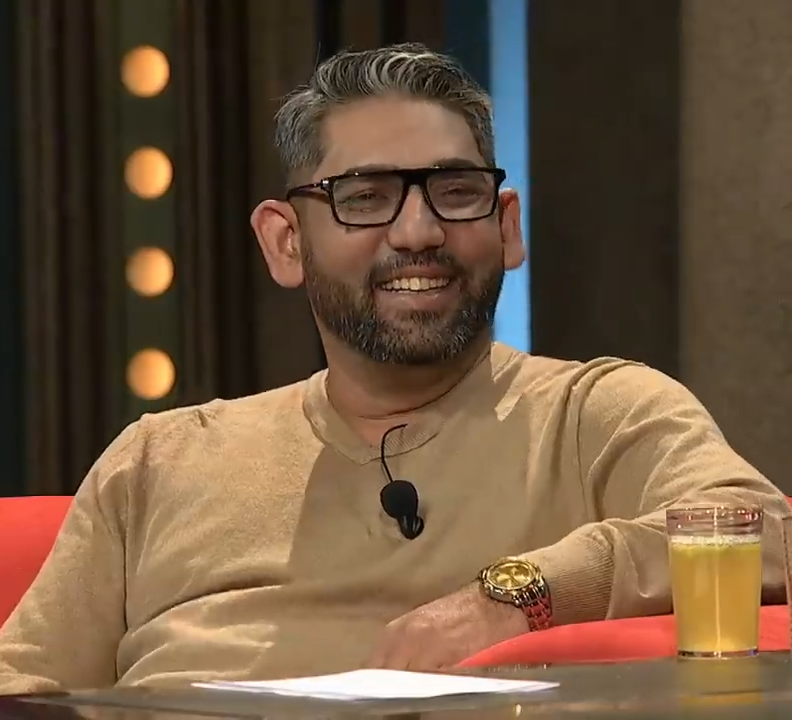
Zdeněk Godla, herec
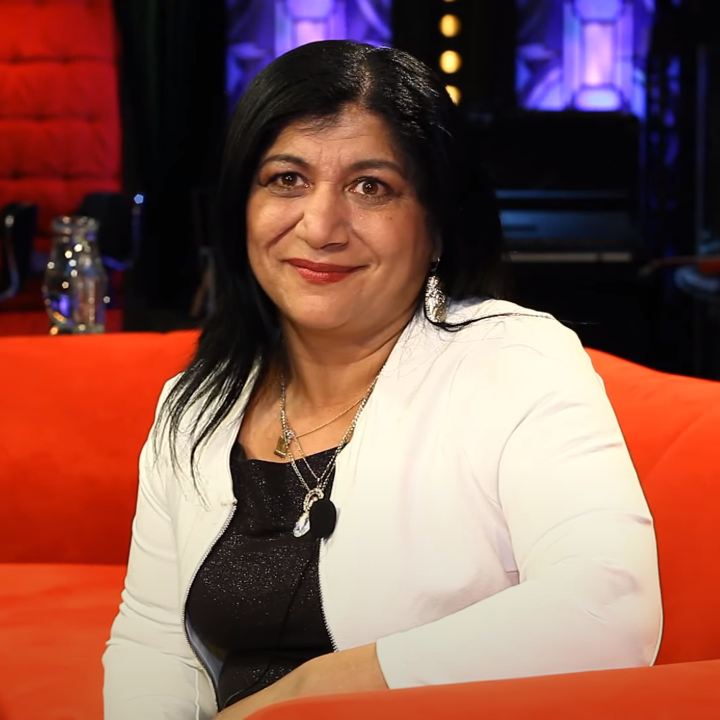
Elena Gorolová, sociální pracovnice a aktivistka
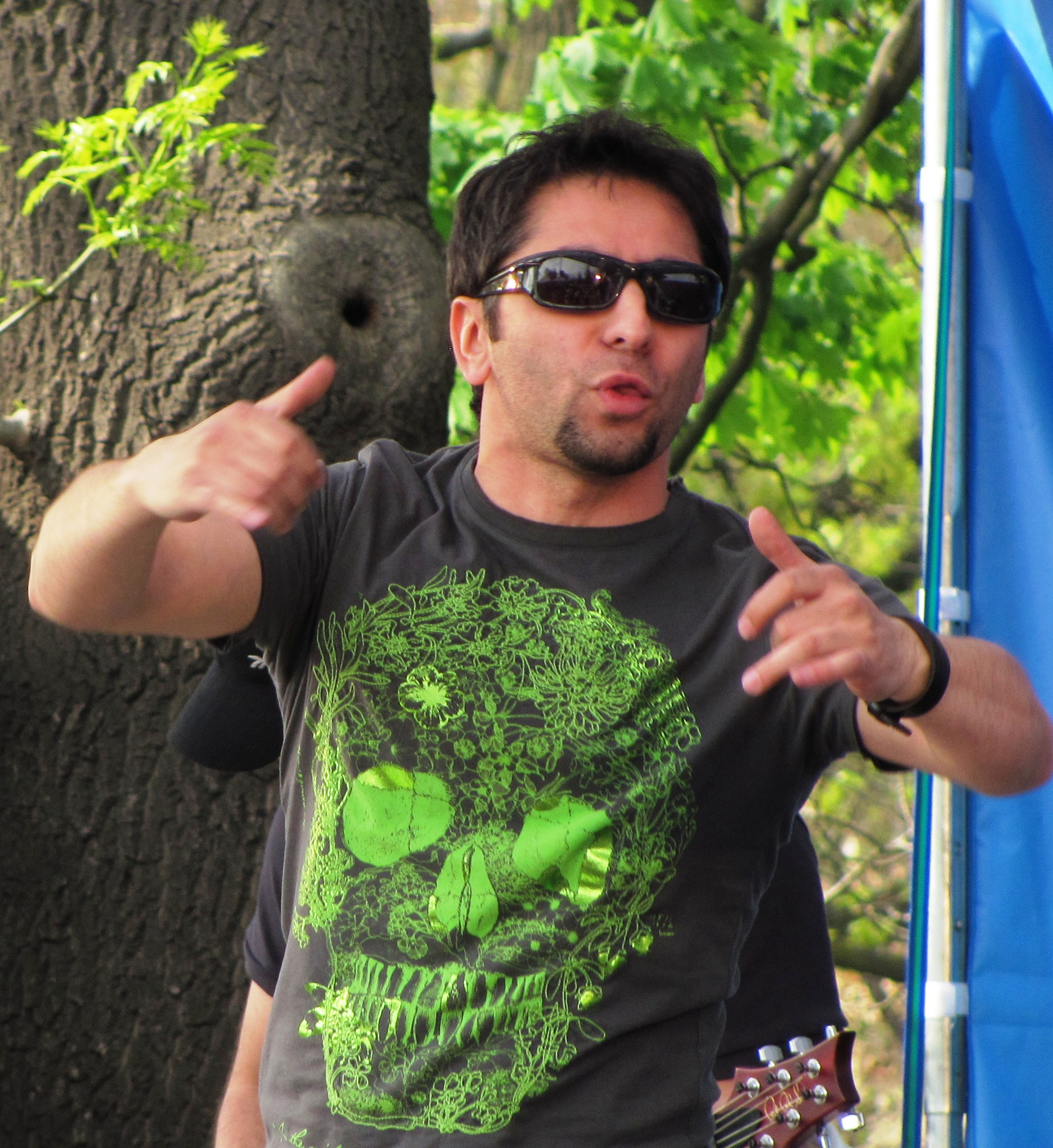
Vlastimil Horváth, zpěvák, vítěz Česko hledá SuperStar 2005
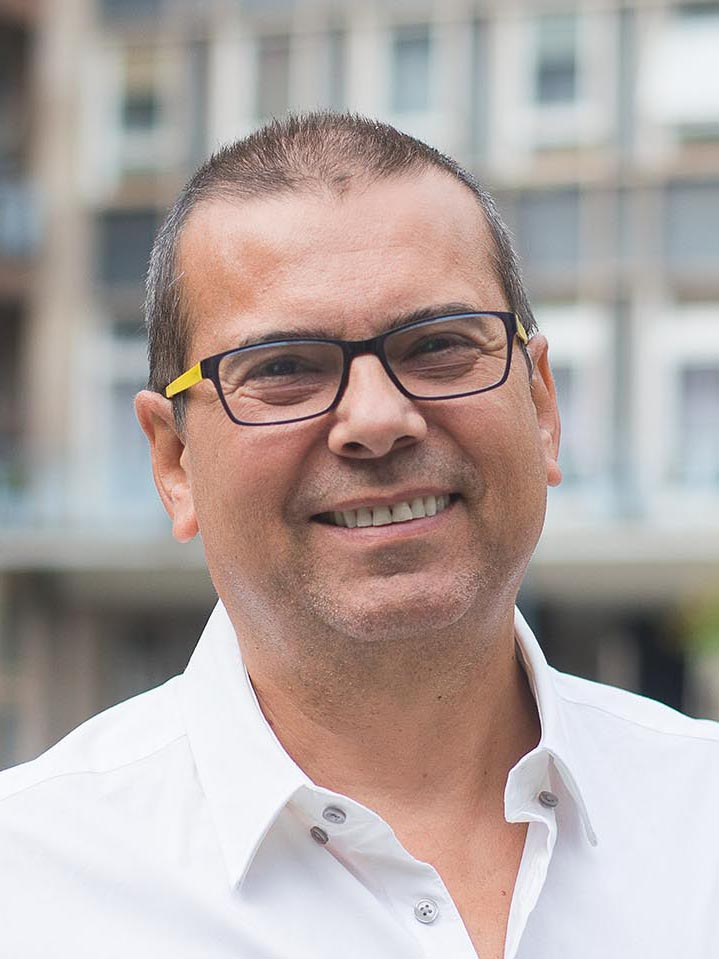
Karel Karika, aktivista a politik
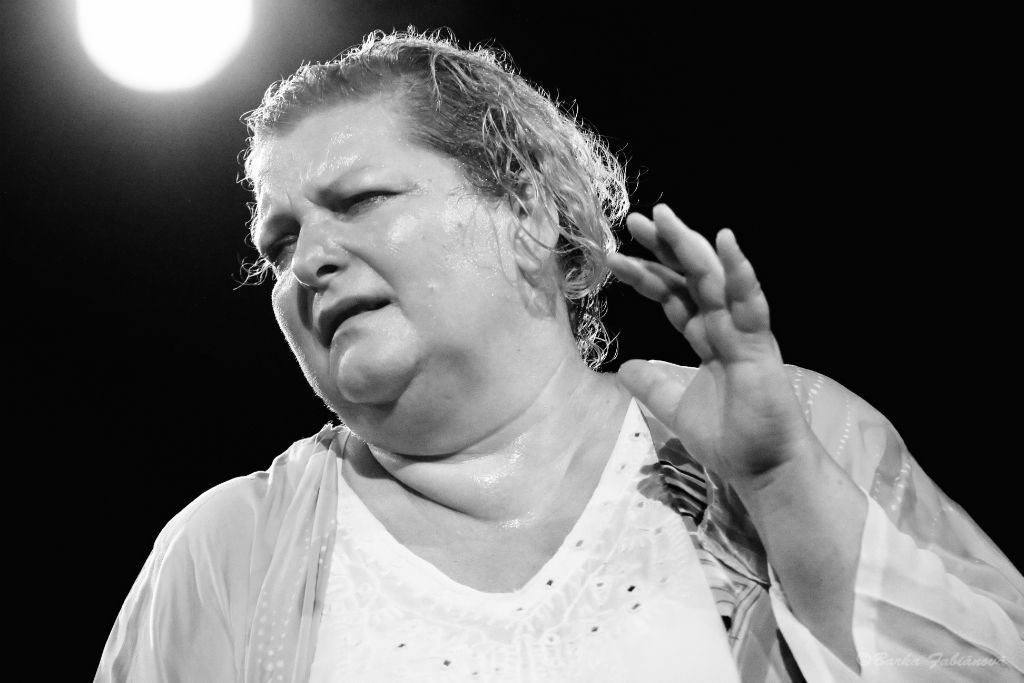
Ida Kelarová, zpěvačka a hudebnice
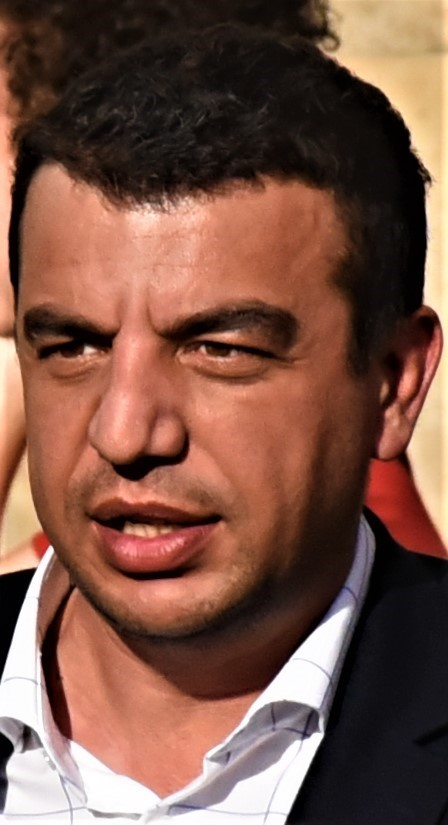
Richard Samko, reportér a moderátor
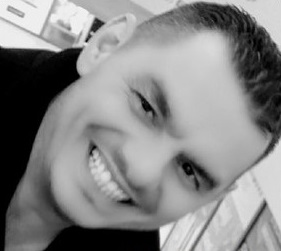
Václav Miko, spisovatel
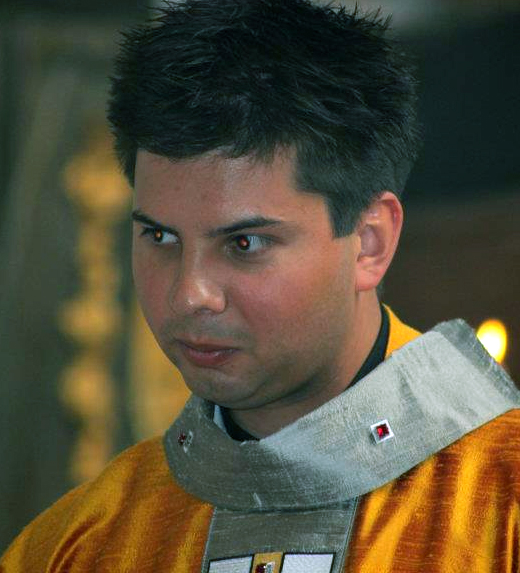
Vojtěch Vágai mladší, římskokatolický kněz